# Wachtel Elemér
Wachtel Elemér (Budapest, 1879. november 22. – Budapest, 1928. október 26.) magyar építész.

## Élete
Wachtel Károly és Dömötör Mária (1851–1937) fiaként született. Budapesten, a József Műegyetemen folytatott tanulmányokat. Ezt követően Berlinben dolgozott Alfred Messel irodájában. Részt vett a második világháború alatt később elpusztult berlini Wertheim-Passage-Kaufhaus építésén. Több más munkában is részt vett, egyes épületeket egyedül tervezett meg már ott.
Hazatérte után egy ideig Rerrich Bélával dolgozott közösen, 1911-től teljesen önállósította magát. Fiatalon hunyt el 1928-ban, 49 éves korában.
Felesége Czartoryski Magdolna volt, akitől elvált. Gyermekük Wachtel Domokos Károly (1916–1956) textilmérnök.

## Ismert épületei
- 1900-as évek eleje: Waren-Kaufhaus, Berlin-Charlottenburg[6]
- 1900-as évek eleje: Ziegel-nyaraló, Görlitz[6]
- 1911 k.: Állami elemi és polgári iskola (ma: BMSZC Trefort Ágoston Két Tanítási Nyelvű Technikum), 1191 Budapest, Kossuth tér 11-12.[6]
- 1911 k.: Állami elemi és polgári iskola, Belényes[6]
- 1912: Hunyadi-híd (ma: Mária híd) művészi kiképzése, Temesvár[6]
- 1912–1913: Két lakóház, Budapest, Wekerletelep[6]
- 1913: Római katolikus templom a Magyar Királyi Javítóintézet telepén, Kassa[6]
- 1913: Görög katolikus templom a Magyar Királyi Javítóintézet telepén, Kassa[6]
- 1913: Református templom a Magyar Királyi Javítóintézet telepén, Kassa[6]
- ?: Kaffka Margit Gyermekotthon, 1122 Budapest, Acsády Ignác utca 3.[7]

### Ismert síremlékei
- 1906–1917: Malosik-mauzóleum, 1086 Budapest, Fiumei út 16-18.[6]
- 1911: Schernhoffer Károlyné síremléke, 1086 Budapest, Fiumei út 16-18.[6]

### Egyéb (meg nem valósult) pályázatai
- 1910: Nemzetközi kiállítás magyar pavilonja, Torino (Rerrich Bélával közösen)[8]
- 1910: Városháza és vigadó, Kolozsvár (Rerrich Bélával közösen)[8][9]
- 1911: Törvényszék és fogház, Beszterce[6]
- 1911: Nyilvános Könyvtár és Művelődési Intézet, Budapest[6][10]
- 1927: Szabó József utcai autóbuszgarázs, Budapest[11]

## Képtár

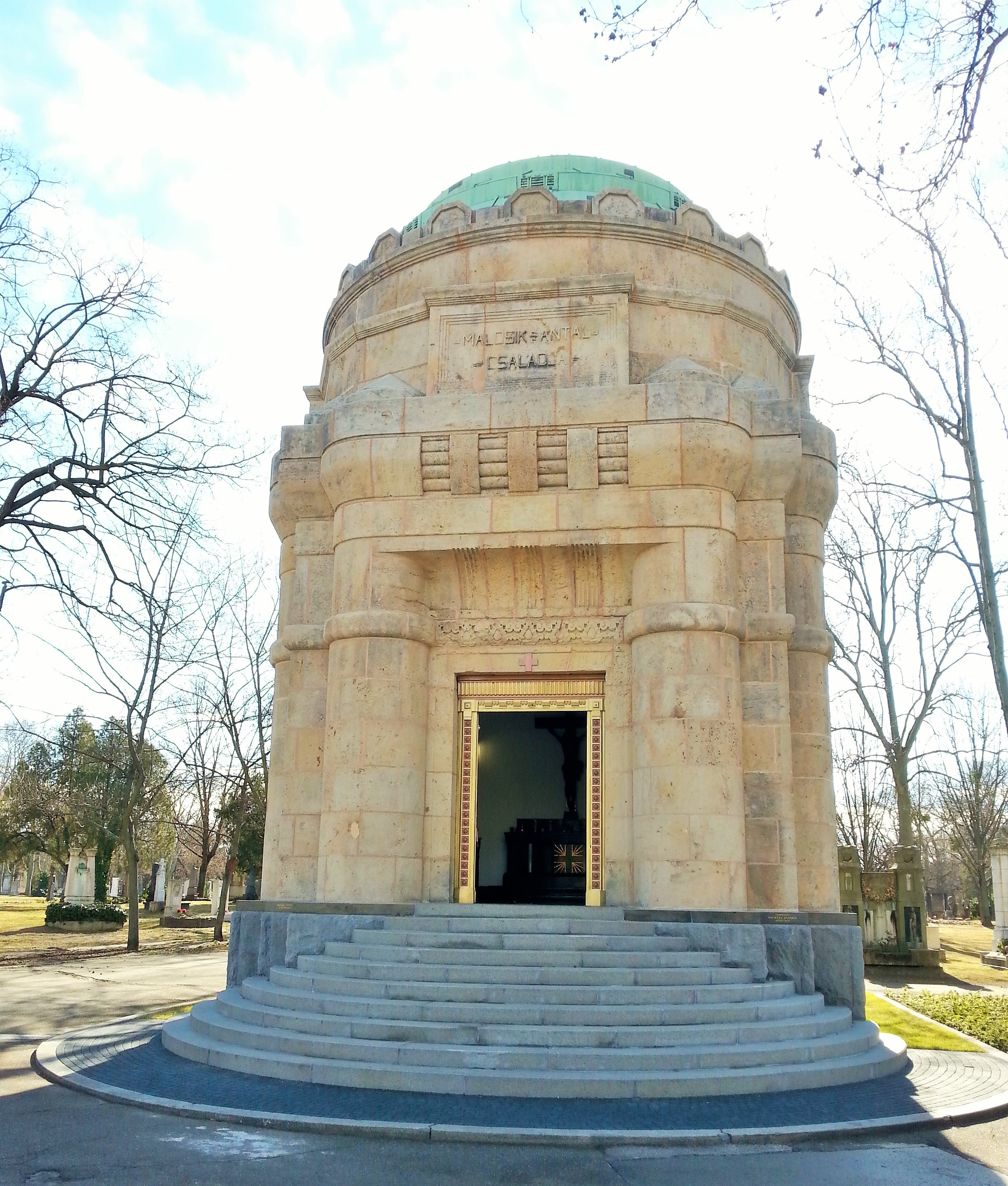
Malosik-mauzóleum
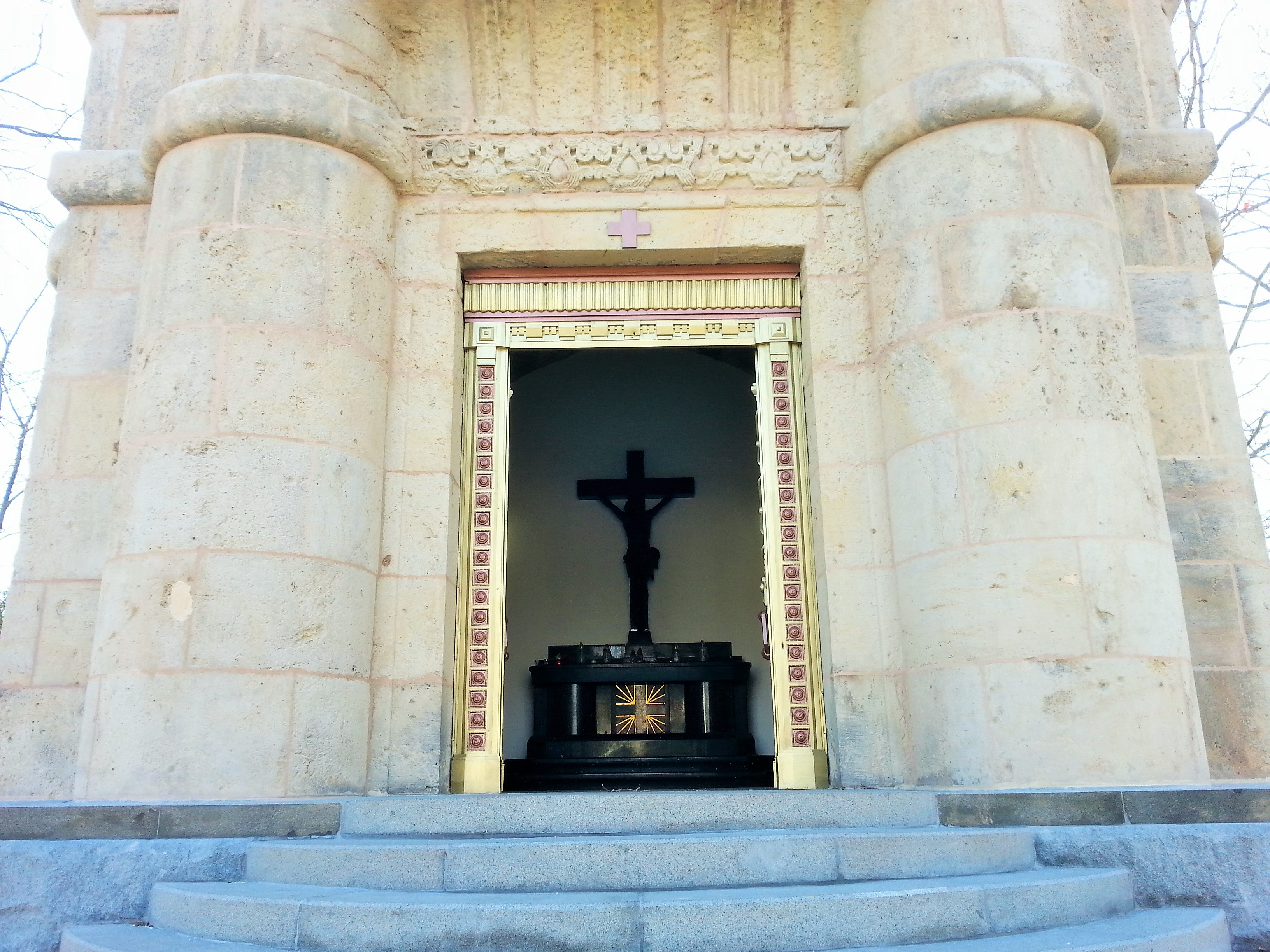
Malosik-mauzóleum (részlet)
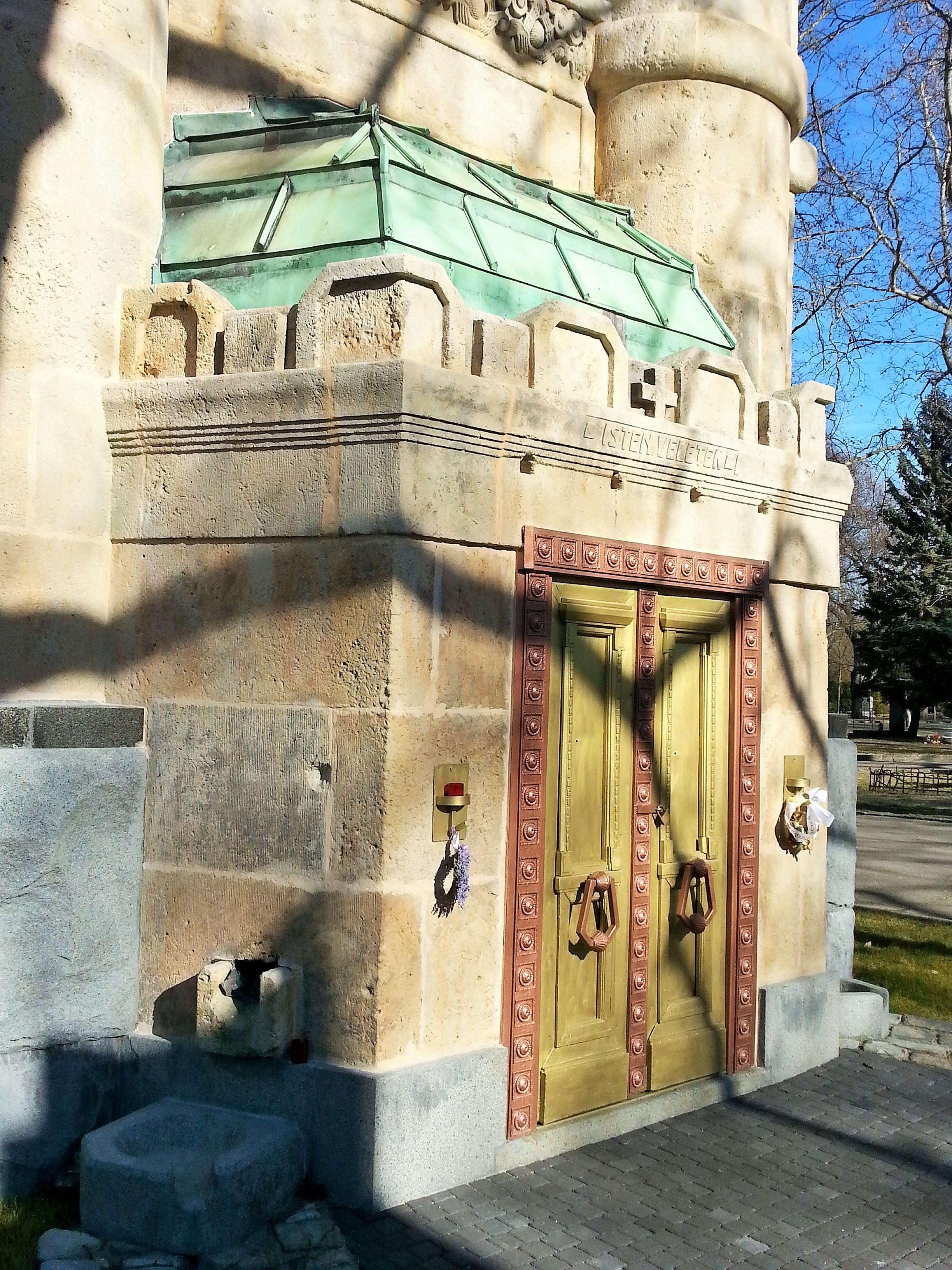
Malosik-mauzóleum (részlet)
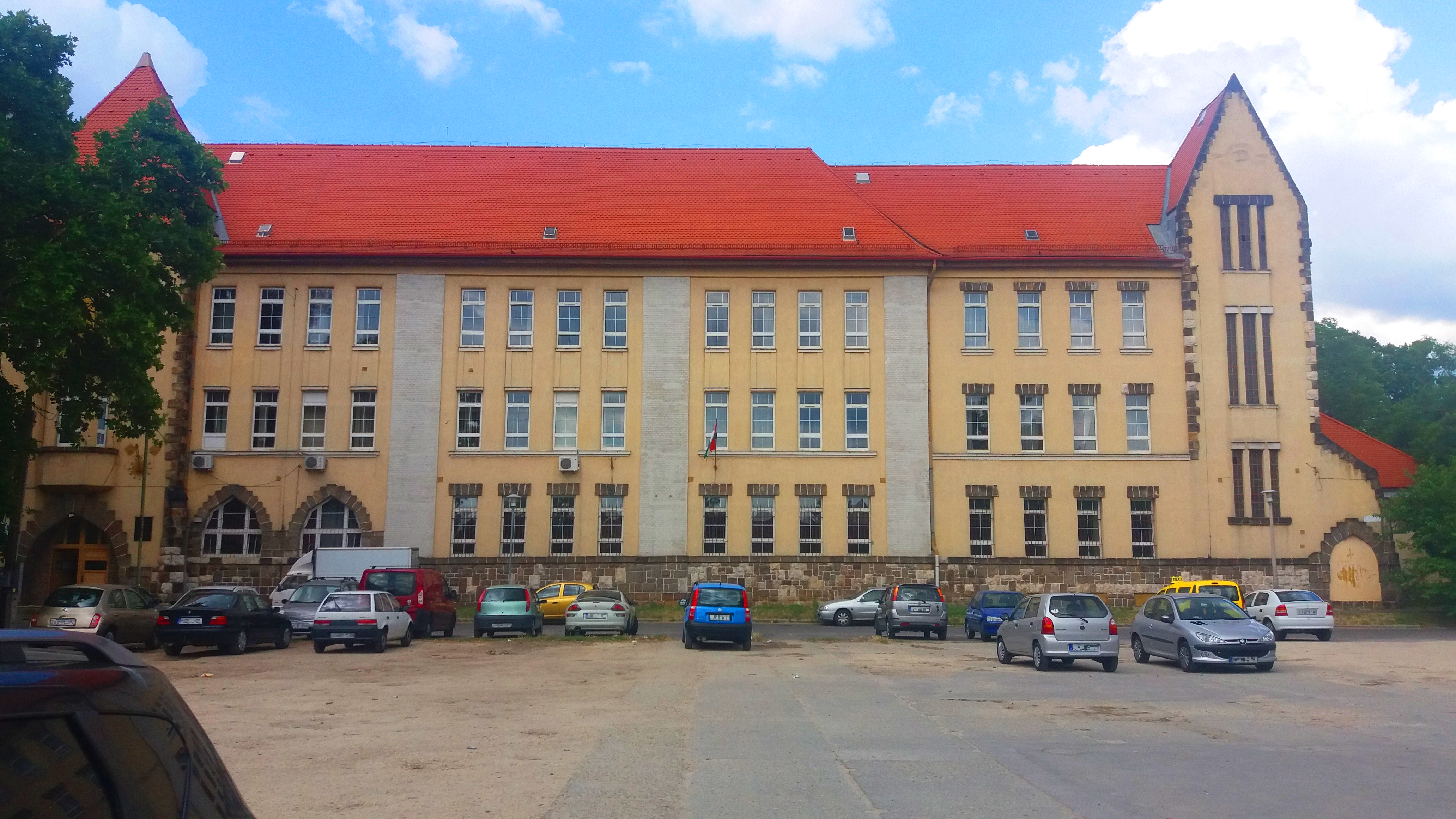
Trefort Ágoston Két Tanítási Nyelvű Szakközépiskola
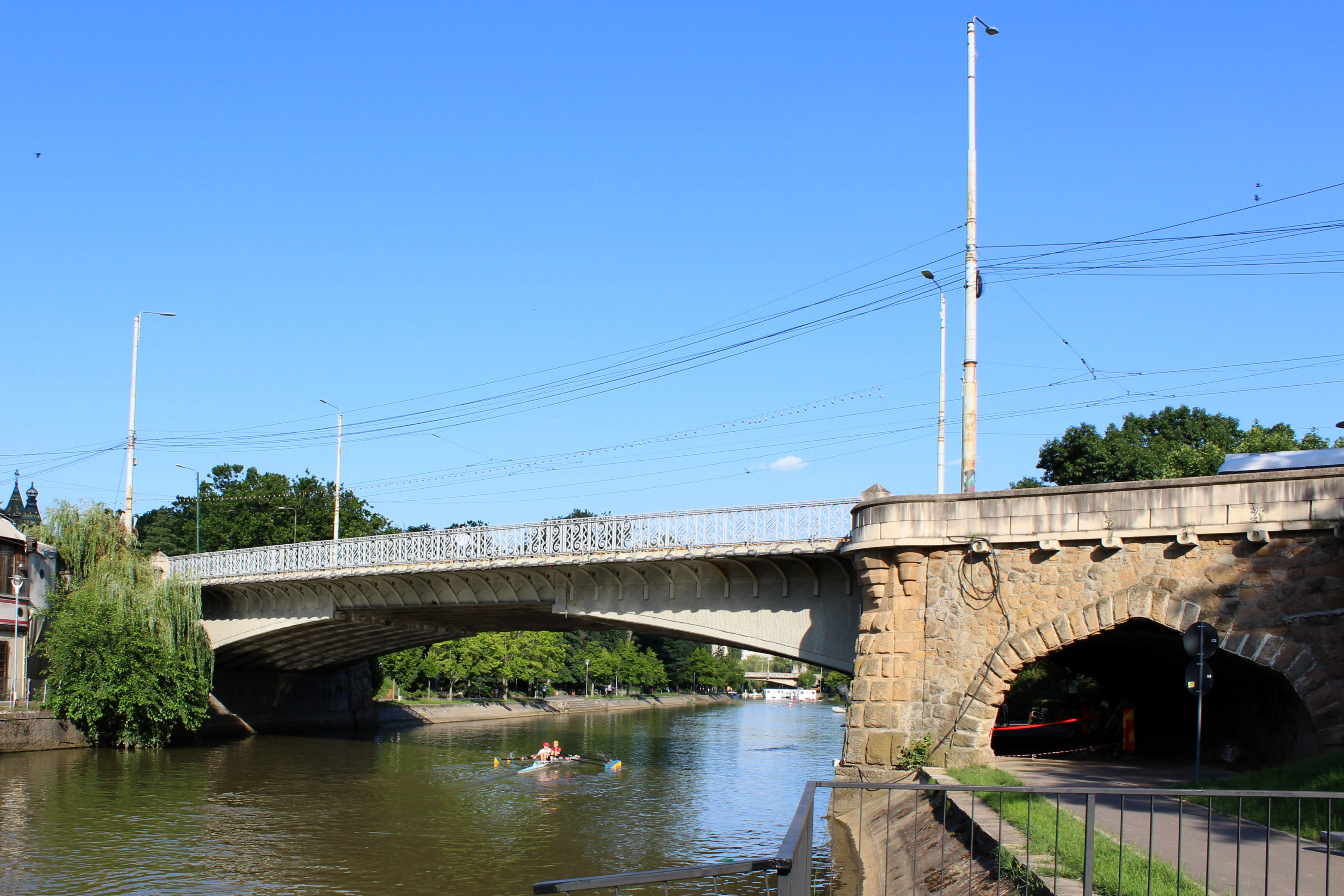
Mária-híd